# داور سال سری آ
داور سال سری آ (به ایتالیایی: Arbitro dell'anno AIC) (به انگلیسی: Serie A Referee of the Year) جایزه‌ای است که هر ساله توسط اتحادیه بازیکنان فوتبال ایتالیا (AIC) به داوری که بهترین عملکرد را در فصل گذشتهٔ سری آ داشته‌است، اهدا می‌شود. این جایزه بخشی از مراسم گران گالا دل کالچو (که در گذشته با نام "اسکار دل کالچو AIC" شناخته می‌شد) است.

## برندگان
| سال  | داور             |
| ---- | ---------------- |
| ۱۹۹۷ | پیرلوئیجی کولینا |
| ۱۹۹۸ | پیرلوئیجی کولینا |
| ۱۹۹۹ | استفانو براسکی   |
| ۲۰۰۰ | پیرلوئیجی کولینا |
| ۲۰۰۱ | استفانو براسکی   |
| ۲۰۰۲ | پیرلوئیجی کولینا |
| ۲۰۰۳ | پیرلوئیجی کولینا |
| ۲۰۰۴ | پیرلوئیجی کولینا |
| ۲۰۰۵ | پیرلوئیجی کولینا |
| ۲۰۰۶ | روبرتو روزتی     |
| ۲۰۰۷ | روبرتو روزتی     |
| ۲۰۰۸ | روبرتو روزتی     |
| ۲۰۰۹ | روبرتو روزتی     |
| ۲۰۱۰ | امیدیو مورگانتی  |
| ۲۰۱۱ | نیکولا ریتزولی   |
| ۲۰۱۲ | نیکولا ریتزولی   |
| ۲۰۱۳ | نیکولا ریتزولی   |
| ۲۰۱۴ | نیکولا ریتزولی   |
| ۲۰۱۵ | نیکولا ریتزولی   |
| ۲۰۱۶ | نیکولا ریتزولی   |
| ۲۰۱۷ | نیکولا ریتزولی   |
| ۲۰۱۸ | جانلوکا روکی     |
| ۲۰۱۹ | جانلوکا روکی     |
| ۲۰۲۰ | دنیله اورساتو    |